# Lacalma
Lacalma is een geslacht van vlinders van de familie snuitmotten (Pyralidae), uit de onderfamilie Epipaschiinae.

## Soorten
- L. albirufalis (Hampson, 1916)
- L. argenteorubra Hampson, 1916
- L. papuensis (Warren, 1891)
- L. porphyrealis (Kenrick, 1907)